# Lithophyllum okamurae
Lithophyllum okamurae Foslie, 1900 é o nome botânico de uma espécie de algas vermelhas pluricelulares do gênero Lithophyllum, família Corallinaceae.
- São algas marinhas encontradas em Israel, Arábia Saudita, Índia, Sri Lanka, Indonésia, Japão, Vietnã, Coreia, algumas ilhas do Índico (Ilhas Cocos) e do Pacífico (Fiji e Salomão).

## Sinonímia
- Lithophyllum okamurae f. trinsomaliense Foslie, 1906
- Lithophyllum okamurae f. validum Foslie, 1906
- Lithophyllum validum (Foslie) Foslie, 1909